# Coronavirus relacionats amb la síndrome respiratòria aguda greu
|  | Aquest article tracta sobre una espècie de coronavirus que inclou múltiples soques. Per a la varietat que causa SARS, vegeu SARS-CoV. Per a la varietat que causa COVID-19, vegeu SARS-CoV-2. |

Els coronavirus relacionats amb la síndrome respiratòria aguda greu (SARSr-CoV) són una espècie de virus que infecta humans, ratpenats i altres mamífers. Es tracta de virus d'ARN monocatenari de sentit positiu amb embolcall que entren a la cèl·lula hoste en unir-se al receptor ACE2. Pertanyen al gènere dels Betacoronavirus, de la subfamília Orthocoronavirinae (coronavirus), dins de la família Coronaviridae.
Dues soques d'aquesta espècie han provocat brots de malalties respiratòries greus en humans: el SARS-CoV, que va causar un brot de síndrome respiratòria aguda severa (SARS) entre el 2002 i el 2003, i SARS-CoV-2, que des de finals del 2019 ha provocat una pandèmia per coronavirus (causant de la COVID-19). A part de les dues mencionades anteriorment, hi ha centenars d'altres soques de SARSr-CoV, totes elles només conegudes per infectar espècies no humanes: els ratpenats són un reservori important de moltes soques de coronavirus relacionades amb el SARS, i s'han identificat diverses soques en civetes (Paradoxurus), que probablement foren els ancestres del SARS-CoV.
Els coronavirus relacionats amb el SARS van ser uns dels diversos virus identificats per l'Organització Mundial de la Salut el 2016 com a probable causa d'una futura epidèmia en un nou pla desenvolupat després del brot d'Ebola a l'Àfrica de l'oest de 2014, per a recerca i desenvolupament d'urgència de proves de diagnòstic, vacunes i medicaments. La predicció va esdevenir un fet amb la pandèmia per coronavirus de 2019-2020.

## Classificació

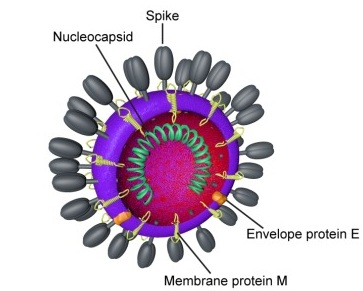
Esquema de l'estructura del virió dels coronavirus. S'observen protuberàncies que formen una mena de "corona" semblant a la corona solar, origen del nom de la família.

Els coronavirus relacionats amb el SARS (SARSr-CoV) pertanyen al gènere betacoronavirus (grup 2) i al subgènere Sarbecovirus (subgrup B). Els sarbecovirus, a diferència dels embecovirus o els Alphacoronavirus, només tenen una proteïnasa similar a la papaïna (PLpro) en lloc de dues en el marc obert de lectura ORF1. Els SARSr-CoV van ser determinats com una primera divisió dels betacoronavirus ja que tenen un conjunt de dominis conservats que comparteix amb el grup.
Ordre Nidovirales
- Família Coronaviridae
  - Subfamília Orthocoronavirinae (coronavirus)
    - Gènere Betacoronavirus; espècie tipus: Murine coronavirus
      - Subgènere Sarbecovirus
        - Espècie Coronavirus relacionats amb la síndrome respiratòria aguda greu (SARSr-CoV)[2]
          - SARS-CoV (causant del SARS en humans)
          - SARS-CoV-2 (causant de la COVID-19 en humans)
          - Soca de rat-penat SL-CoV-WIV1
          - Soca de rat-penat SARSr-CoV HKU3
          - Soca de rat-penat SARSr-CoV RP3

## Reservori natural i zoonosi
Els ratpenats són el principal reservori hoste per als SARSr-CoV. El virus ha coevolucionat amb el seus hostes ratpenats durant un llarg període.
Ha estat recentment quan les SARSr-CoV han evolucionat per fer la transmissió entre espècies (salt d'hoste) dels ratpenats als humans, com en el cas de les soques SARS-CoV i SARS-CoV-2. Ambdues soques descendeixen d'un avant-passat comú, però van fer la zoonosi mitjançant espècies creuades cap als humans per separat i de formes diferents. El SARS-CoV-2 no és descendent directe de SARS-CoV. El 17 de març de 2020, la comunitat científica van informar que el nou virus SARS-CoV-2 es va originar de manera natural, sense intervenció artificial (descartant així qualsevol hipòtesi de bioterrorisme), originari d'un coronavirus de ratpenat emprant com a hoste intermedi un pangolí.